# Mokrá (přírodní rezervace)
Mokrá je přírodní rezervace v oblasti Slovenský ráj.
Nachází se v katastrálním území obce Vernár v okrese Poprad v Prešovském kraji. Území bylo vyhlášeno či novelizováno v roce 1966 na rozloze 60,2 ha. Ochranné pásmo nebylo stanoveno.